# Dafir
Dafir (àrab: ضفير, Ḍafīr) són una tribu àrab nòmada del sud-oest d'Iraq, sunnites malikites, que es desplacen pel territori entre Zubayr i Samarra. Es van establir a Iraq vers 1805 dirigits per Ibn Suwayt, recollint grups oposats als saudites. Les relacions amb turcs i iraquians foren bones encara que en algun moment, degut als seus atacs a caravanes, van ser castigats; els saudites els van atacar durant les seves incursions a Iraq (1921-1925).